# Partia Liberalnych Demokratów
Partia Liberalnych Demokratów (chorw. Stranka liberalnih demokrata, LIBRA) – chorwacka partia polityczna o profilu liberalnym, istniejąca w latach 2002–2005.

## Historia
LIBRĘ zawiązali działacze Chorwackiej Partii Socjalliberalnej, którzy sprzeciwili się opuszczeniu centrolewicowej koalicji. W drugim rządzie Ivicy Račana (2002–2003) grupę tę reprezentowali wicepremier Goran Granić, Roland Žuvanić jako minister morza, transportu i łączności oraz Božo Kovačević jako minister ochrony środowiska. Statut nowego ugrupowania został przyjęty 21 września 2002 w Zagrzebiu. W wyborach parlamentarnych w 2003 LIBRA wystartowała w koalicji wyborczej z Socjaldemokratyczną Partią Chorwacji, Istryjskim Zgromadzeniem Demokratycznym i Partią Liberalną, wprowadzając trzech deputowanych do Zgromadzenia Chorwackiego V kadencji. 5 maja 2005 LIBRA przyłączyła się do Chorwackiej Partii Ludowej, która przyjęła wówczas nazwę Chorwacka Partia Ludowa – Liberalni Demokraci.
Przewodniczącym partii przez cały czas jej działalności był Jozo Radoš.